# Побиванка (Тахтаулове)

Хутір Побиванка, кінець 19-го ст.

Поби́ванка — до недавнього часу (?-року) село Тахтаулівської сільської ради Полтавського району Полтавської області, нині — масив забудови в селі Тахтаулове Полтавського району Полтавської області України. Розташований за 13 км від залізничної станції Полтава на р. Побиванка.

## Історія
До нашого часу збереглися курганні некрополі населення скіфської доби: три кургани біля пам'ятника Шведам від шведів у Побиванці.
У другій чверті першого тисячоліття нашої ери територія Полтави ввійшла до складу величезного різноетнічного масиву племен, об'єднаних у складі Готської держави. До нього на Полтавщині входили пізньоскіфські землероби, сармати, слов'яни та готи. Це об'єднання відоме в науці під назвою черняхівської культури. Рештки невеликих поселень цього часу відомі поблизу Побиванки.
У 1360-х роках ці землі були завойовані Великим князівством Литовським. 
У 1709 році неподалік села відбулася Полтавська битва.  Урочище та річечка, що існувала в давнину, стали зватися однаково — Побиванка..
На кінець  ХХ століття хутір належав до Тахтаулівської волості Полтавського повіту.